# Odenbach
 Odenbach là một đô thị thuộc huyện Kusel, bang Rheinland-Pfalz, phía tây nước Đức. Đô thị Odenbach có diện tích 7,95 km², dân số thời điểm ngày 31 tháng 12 năm 2006 là 922 người.